# Bordj El Emir Abdelkader
Pour les articles homonymes, voir Émir Abdelkader (homonymie).
Bordj El Emir Abdelkader, anciennement Trolard-Taza appelée encore Taza est une commune de la wilaya de Tissemsilt en Algérie.